# Galeichthys trowi
Galeichthys trowi är en fiskart som beskrevs av Kulongowski 2010. Galeichthys trowi ingår i släktet Galeichthys och familjen Ariidae. Inga underarter finns listade i Catalogue of Life.